# Заболотний (Кічменгсько-Городецький район)
Заболо́тний (рос. Заболотный) — починок у складі Кічменгсько-Городецького району Вологодської області, Росія. Входить до складу Городецького сільського поселення.

## Населення
Населення — 7 осіб (2010; 12 у 2002).
Національний склад (станом на 2002 рік):
- росіяни — 100 %